# جون كارلوس (لاعب كرة قدم)
جون كارلوس (بالإنجليزية: John Carlos) (و. 1945  م) هو عداء سريع، ومنافس ألعاب قوى، ولاعب كرة القدم الكندية، ولاعب كرة قدم أمريكية أمريكي، ولد في نيويورك، شارك في الألعاب الأولمبية الصيفية 1968، مركز لعبه هو مستقبل واسع ‏.

## التعليم
تعلم في جامعة سان هوزيه الحكومية.

## جوائز
حصل على جوائز منها:
- جائزة آرثر آش [الإنجليزية]‏.

## وصلات خارجية
- جون كارلوس على موقع IMDb (الإنجليزية)
- جون كارلوس على موقع الموسوعة البريطانية (الإنجليزية)
- جون كارلوس على موقع ألو سيني (الفرنسية)
- جون كارلوس على موقع قاعدة بيانات الفيلم (الإنجليزية)
- جون كارلوس على موقع كينوبويسك (الروسية)
- جون كارلوس على موقع الاتحاد الدولي لألعاب القوى (الإنجليزية)
- جون كارلوس على موقع الاتحاد الأمريكي لسباقات المضمار والميدان (الإنجليزية)
- جون كارلوس على موقع الاتحاد الأمريكي لسباقات المضمار والميدان، قاعة المشاهير (الإنجليزية)
- جون كارلوس على موقع JustSportsStats.com (الإنجليزية)
- جون كارلوس على موقع اللجنة الأولمبية الدولية (الإنجليزية)
- جون كارلوس على موقع أوليمبيديا (الإنجليزية)
- جون كارلوس على موقع قاعة كاليفورنيا للمشاهير الرياضية (الإنجليزية)

- جون كارلوس في قاعدة بيانات الأفلام على الإنترنت
- جون كارلوس  على موقع SportsReference  - سبورتس رفرنس